# Colin Buzoianu
Colin Buzoianu (* 1979 in Timișoara) ist ein rumänischer Schauspieler.

## Leben
Buzoianu stammt aus einer Künstlerfamilie, sein Vater ist Schauspieler am Nationaltheater Timișoara. Buzoianu besuchte erst das deutschsprachige Nikolaus Lenau Lyzeum, danach die deutsche Schauspielabteilung an der Musikfakultät der Universität des Westens Timișoara, die er 2001 absolvierte. Von 1998 bis 2004 war er Schauspieler am Deutschen Staatstheater Temeswar, wo er mit mehreren Spielleitern aus dem In- und Ausland zusammenarbeitete.
So spielte er den Eilif in Brechts Mutter Courage und ihre Kinder, den Fritz Lobheimer in Schitzlers Liebelei, den Friedensrichter John Worthing in Wildes Bunbury oder Keine Hochzeit ohne Ernst und den Don Cesar in Schillers Die Braut von Messina. Er spielte außerdem in dem Stück Die letzte Botschaft des Kosmonauten an die Frau, die er einst in der ehemaligen Sowjetunion liebte von David Greig.